# Wieronika Czumikowa
Wieronika Giennadjewna Czumikowa (ros. Вероника Геннадьевна Чумикова; ur. 4 lipca 1994) – rosyjska zapaśniczka startująca w stylu wolnym. Zajęła piąte miejsce na mistrzostwach świata w 2021. Wicemistrzyni Europy w 2021. Akademicka mistrzyni świata z 2016. Trzecia w indywidualnym Pucharze Świata w 2020. Piąta w Pucharze Świata w 2017. 
Trzecia na ME U-23 w 2016. Mistrzyni Rosji w 2018 i 2020; druga w 2019; trzecia w 2015, 2017 i 2022 roku.